# Tan Jiajun
Tan Jiajun (Shanghai, 17 dicembre 1993) è un calciatore cinese, centrocampista del Fujian Quanzhou Qinggong.

## Carriera
Nel 2011 è stato promosso in prima squadra del Guangzhou Evergrande, firmando un contratto da professionista.

## Palmarès

### Club

#### Competizioni nazionali
- Campionato cinese: 4

Guangzhou Evergrande: 2011, 2012, 2013, 2014
- Coppa della Cina: 1

Guangzhou Evergrande: 2012
- Supercoppa di Cina: 1

Guangzhou Evergrande: 2012

#### Competizioni internazionali
- AFC Champions League: 1

Guangzhou Evergrande: 2013